# 12th & Imperial Transit Center
12th & Imperial Transit Center es una estación del Tranvía de San Diego en San Diego, California que funciona con las líneas Azul y Naranja. La siguiente estación norte es 25th & Commercial de la línea Naranja y la siguiente estación Sur es Park & Market de ambas líneas.
12th & Imperial Transit Center se diferencia de las otras por ser la central de operaciones del Sistema Metropolitano de Tránsito de San Diego. Esta estación es el empalme suroeste de las líneas Azul y Naranja aunque la línea Naranja regresa aquí, después de dar una vuelta rectangular en el centro de la ciudad. También se encuentra en la zona de tarifas de paga del centro de la ciudad.

## Conexiones
- Las líneas de autobuses que tienen su terminal aquí o pasan por esta estación son: 4, 11, 901 y el 929.
- La línea Azul también se dirige hacia la "línea Coaster" que va hacia el norte del condado, y a la frontera internacional de Estados Unidos y México.
- El autobús número 11 se dirige hacia Hillcrest, University Heights y Kensington.
- El autobús número 11 también se dirige hacia Greyhound Station con rumbo a San Francisco o la Ciudad de Nueva York.
- El autobús número 901 se dirige hacia Coronado o Imperial Beach.